# Diplotaxis corbula
Diplotaxis corbula är en skalbaggsart som beskrevs av Patricia Vaurie 1960. Diplotaxis corbula ingår i släktet Diplotaxis och familjen Melolonthidae. Inga underarter finns listade i Catalogue of Life.